# Pune (district)
Pune (tot 1978 Poona) is een district van de Indiase staat Maharashtra. Het district telt 7.224.224 inwoners (2001) en heeft een oppervlakte van 15.643 km². De hoofdstad van het district is de gelijknamige metropool Pune. Een andere miljoenenstad is Pimpri-Chinchwad, een voorstad van Pune.
Het westen van het district Pune ligt in de West-Ghats en naar het oosten toe gaat dit gebergte over in het Hoogland van Dekan.